# Dieter Wächtler
Dieter Wächtler (* 28. Dezember 1939 in Chemnitz) ist ein deutscher Fräser und früherer Volkskammerabgeordneter der DDR für die Freie Deutsche Jugend (FDJ).

## Leben
Wächtler ist der Sohn eines Arbeiters. Nach dem Besuch der Grundschule und der Berufsschule nahm er 1953 eine zweijährige Lehre zum Fräser auf und arbeitete dann in diesem Beruf. 1963 wurde er zum Wehrdienst in die Nationale Volksarmee der DDR einberufen. Zu diesem Zeitpunkt war er verheiratet und hatte ein Kind.

## Politik
Wächtler trat 1953 in die FDJ und in den FDGB ein. 1963 wurde er Mitglied des Zentralrates der FDJ.
In der Wahlperiode von 1963 bis 1967 war er Mitglied der FDJ-Fraktion in der Volkskammer der DDR, die unter Vorsitz von Helmut Müller stand.

## Auszeichnungen
- Artur-Becker-Medaille in Gold und in Bronze
- Hervorragender Jungaktivist der DDR